# Транспорт в Гибралтаре
Транспортная система Гибралтара представляет собой систему транспортных коммуникаций, таких как железные и автомобильные дороги, воздушные и морские магистрали, ограниченную по причине компактности территории.

## Автомобильный транспорт

### Частный транспорт

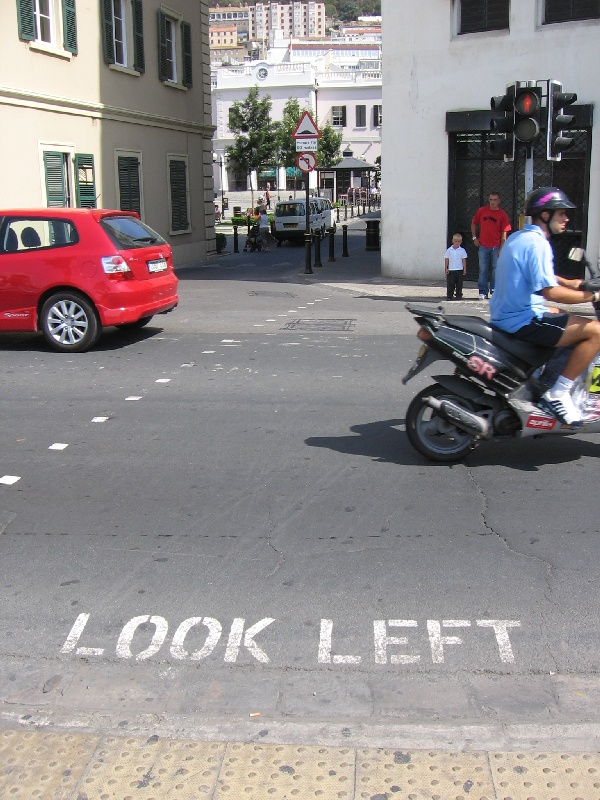
Правостороннее движение в Гибралтаре.

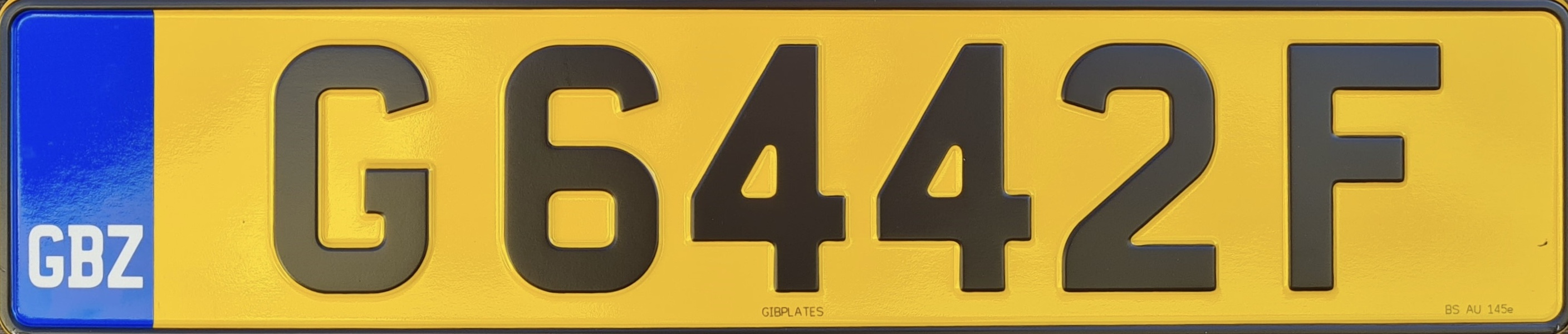
Автомобильный номерной знак Гибралтара.

В Гибралтаре 49,9 км дорог, все из которых вымощены. Территория имеет один из самых высоких уровней автомобилизации: количество автомобилей в Гибралтаре равняется числу людей. В отличие от остальной части Великобритании, дорожное движение в Гибралтаре правостороннее, однако ранее было левосторонним; изменение в движении было произведено в 5:00 16 июня 1929 года.

Дороги в Гибралтаре, прежде всего в центре города, довольно узкие, с типичным ограничением скорости в 50 км/ч. Территория имеет десять заправочных станций, а цены на топливо ниже, чем в соседней Испании. По этой причине, часто испанцы пересекают границу с Гибралтаром с единственной целью — заполнить топливные баки своих автомобилей.

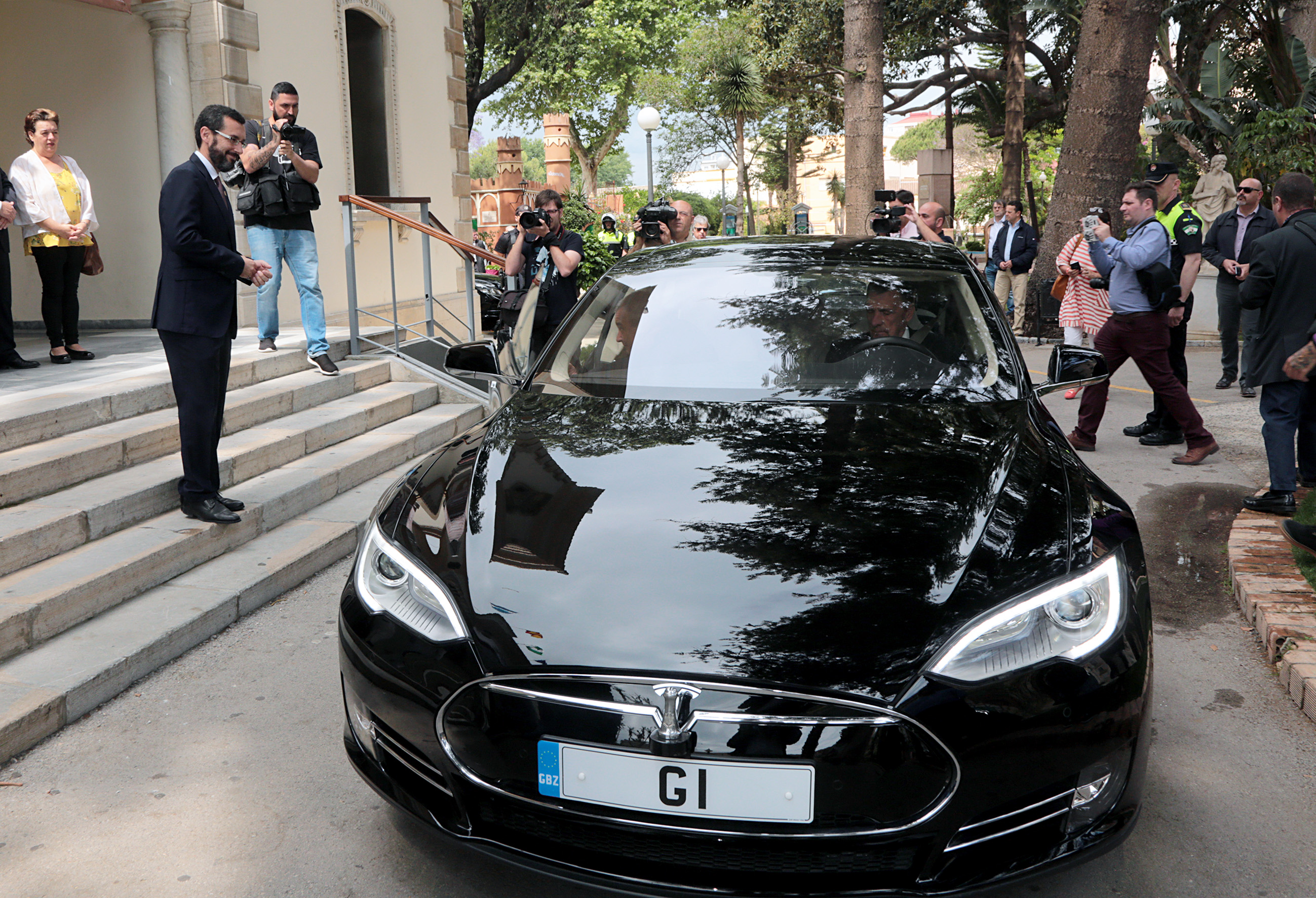
Служебный автомобиль Главного министра.

Международный код транспортных средств в Гибралтаре — GBZ, а номерные знаки автомобилей состоят из буквы G, за которой следуют пять (1-99999, номерные знаки 1991-2006 годов) либо четыре цифры (1000-9999, с 2006 года) и одна буква. Номерные знаки имеют те же форму, тип и цвета, что и в Великобритании, однако допускается использование нестандартных номерных знаков. Так, официальный автомобиль главного министра имеет регистрационный номер G1, а автомобиль губернатора, по традиции, имеет корону вместо номера.
Две дороги в Испании, ведущие в Гибралтар, — A-383, которая заканчивается в Ла-Линеа, и CA-34, что ведёт к границе.

### Общественный транспорт

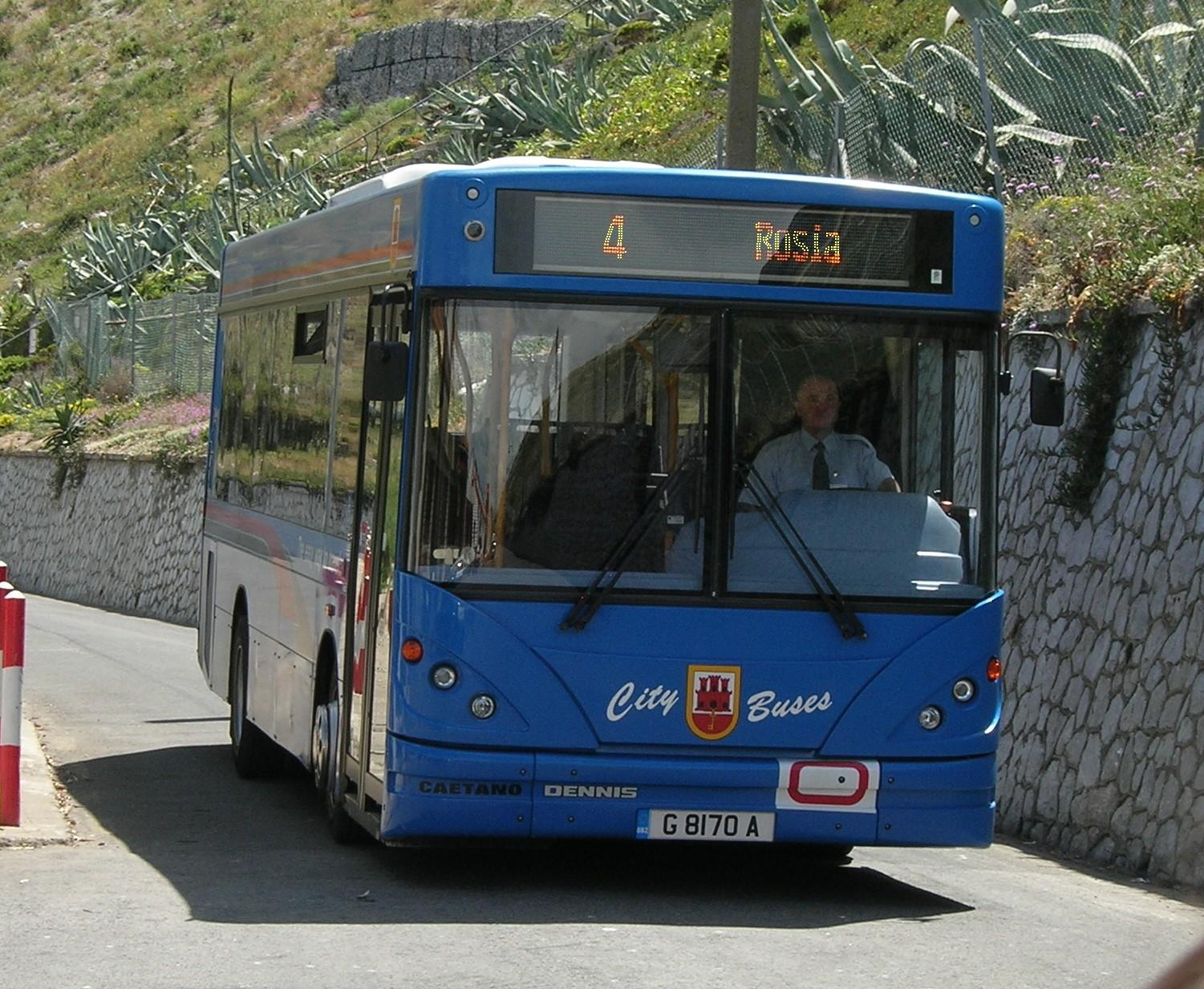
Автобус, следующий по маршруту номер 4, Сэнди-Бэй.

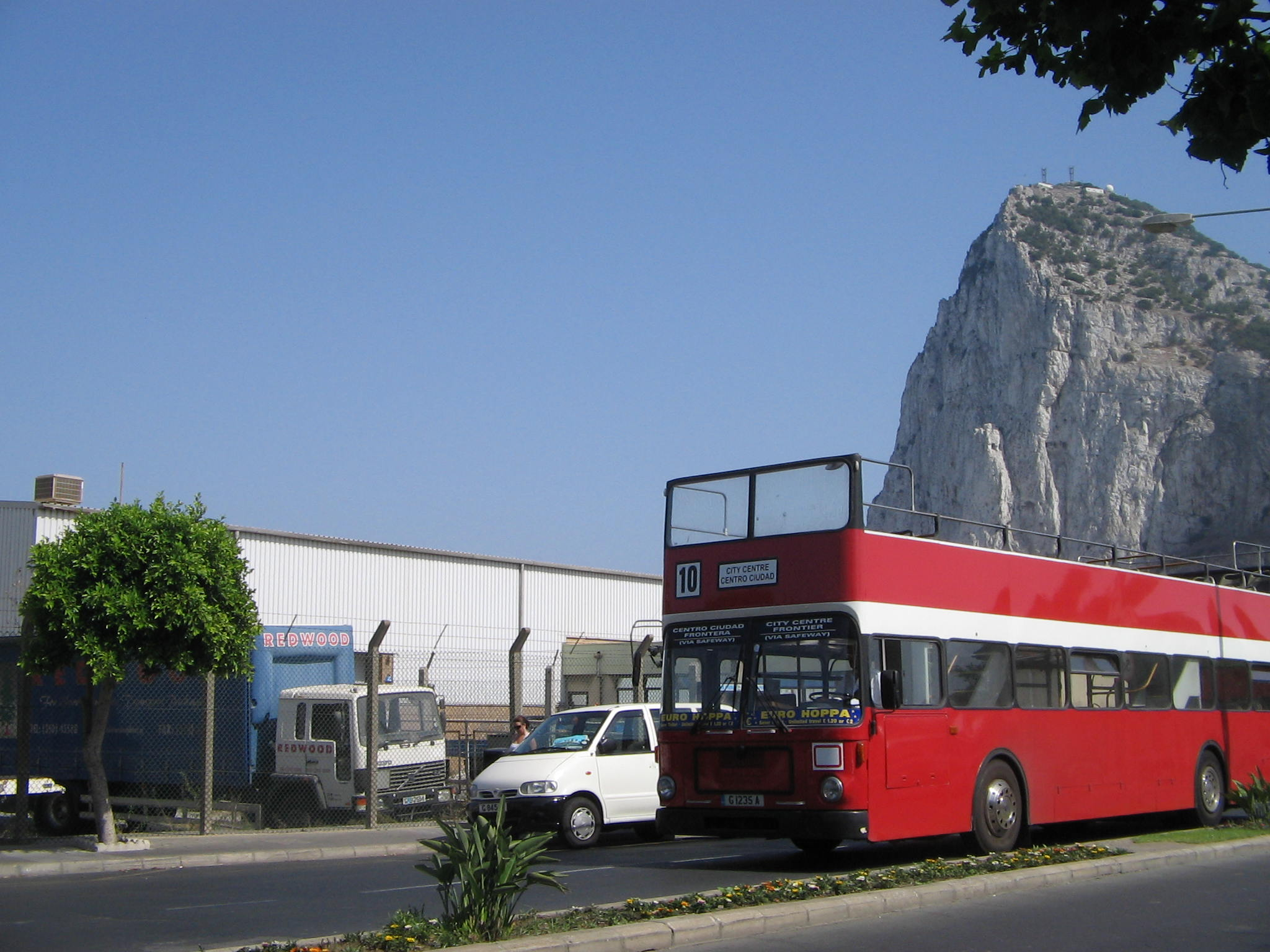
Открытый двухэтажный автобус, следующий по маршруту 10 (сейчас номер 5).

В общей сложности, в Гибралтаре существует восемь различных автобусных маршрутов, услуги предоставляют две компании: «Gibraltar Bus Company Limited» и «Calypso Transport Limited». Первая полностью принадлежит правительству Гибралтара и управляет всеми услугами, кроме одной, вторая связывает центр города с аэропортом и границей с Испанией.
«Gibraltar Bus Company Limited» предоставляет услуги на маршрутах 1, 2, 3, 4, 7, 8 и 9 и имеет парк современных синих автобусов. Компания имеет в общей сложности 21 транспортное средство в автобусном парке, 18 из которых Dennis Dart, низкопольный микроавтобус с кузовом Caetano Nimbus и 28 местами для сидения, и 3 Mercedes-Benz Sprinter — микроавтобус с местами для сидения 15 пассажиров. Dennis Dart поступили в эксплуатацию в день официального основания компании, 10 апреля 2004 года, когда она взяла на себя обязанности частной компании «Rock City Services Limited», не желавшей инвестировать в свой автобусный парк. Три Mercedes-Benz Sprinter поступили в эксплуатацию в ноябре 2010 года и обслуживают маршрут 1 в районе Мавританского замка, в верхней части города.
«Calypso Transport Limited» обслуживает маршрут 5 между сухопутной границей с Испанией, аэропортом и центром города, причём билеты этой компании и «Gibraltar Bus Company Limited» не являются взаимозаменяемыми. Компания использует красные двухэтажные автобусы.

#### Автобусные тарифы
| [ ~ 1 ]   | Одна поездка | Проездной на весь день |
| --------- | ------------ | ---------------------- |
| Взрослый  | £1.80        | £2.50                  |
| Детский   | £1.50        | £2.00                  |
| Пенсионер | £1.00        | £1.50                  |

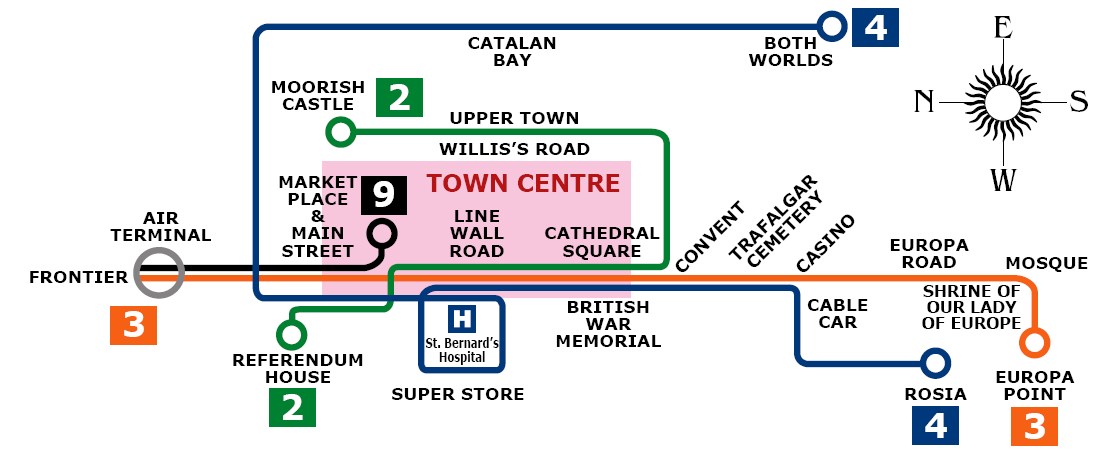
Автобусные маршруты компании «Gibraltar Bus Company Limited».

В мае 2012 года закончился годичный испытательный срок, в течение которого на автобусах «Gibraltar Bus Company Limited» разрешался бесплатный проезд, и теперь право на бесплатный проезд в провинции имеют только квалифицированные жители и военнослужащие.
Автобусы маршрута номер 5 курсируют каждые 15 минут с понедельника по субботу и каждые 20 минут по воскресеньям, это трансфер между дорогой «Британская лестница», рядом с площадью Джона Макинтоша и конечной станцией на границе либо в аэропорту.

### Такси
Услуги такси обычно предлагают вокруг Гибралтарской скалы. Многие автомобили службы такси специально предназначены для экскурсий по природному заповеднику Верхняя Скала, и воспользоваться их услугами можно на границе либо в центре города. При этом, таксисты обязаны принимать стандартные тарифы, а также туры.

## Железнодорожный транспорт
На сегодняшний день в Гибралтаре не существует железных дорог. Однако ранее существовала обширная железнодорожная сеть, проведённая на верфь Гибралтара и в соседних здания и хранилища. Она включала несколько туннелей, один из которых пересекал Гибралтарскую скалу и до сих пор используется в качестве автомобильного туннеля. Также, на рубеже XIX и XX веков в Гибралтаре функционировала временная промышленная железная дорога. В тот период, когда обе железные дороги были в рабочем состоянии, была возможность проехать по всей береговой линии Гибралтара на поезде. Железнодорожная линия верфи Гибралтара имела в наличии 17 локомотивов, имевших порядковые номера, но четыре из них также носили имена: «Гибралтар», «Каталан», «Розия» и «Кальпе».

### Доступ к железнодорожной системе Испании
Железнодорожное полотно простирается до окраин Ла-Линеа, минуя построенную в 1970-х годах, но так и не использовавшуюся линию Сан-Роке — Ла-Линеа. Ближайшая действующая железнодорожная станция (расположена в Испании) — Сан-Роке на железнодорожной линии ADIF Альхесирас-Бобадилья, пересекающей Ронду.
До 1969 года паром из Гибралтара обеспечивал доступ к станции Альхесирас, которая, так же как и железнодорожная линия в Ронду, была построена британской компанией, известной как «Algeciras Gibraltar Railway Company».

### Доступ к железнодорожной системе Марокко
Паром, курсирующий два раза в неделю из Гибралтара в порт Танжер-Мед, обеспечивает доступ к железнодорожной системе Марокко.

## Морской транспорт

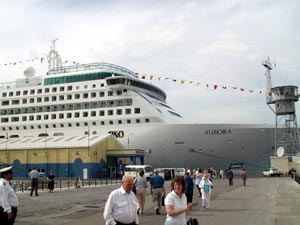
Круизный лайнер MV Avrora на причале, прилегающем к круизному терминалу порта Гибралтара, в западной части Северного мола.

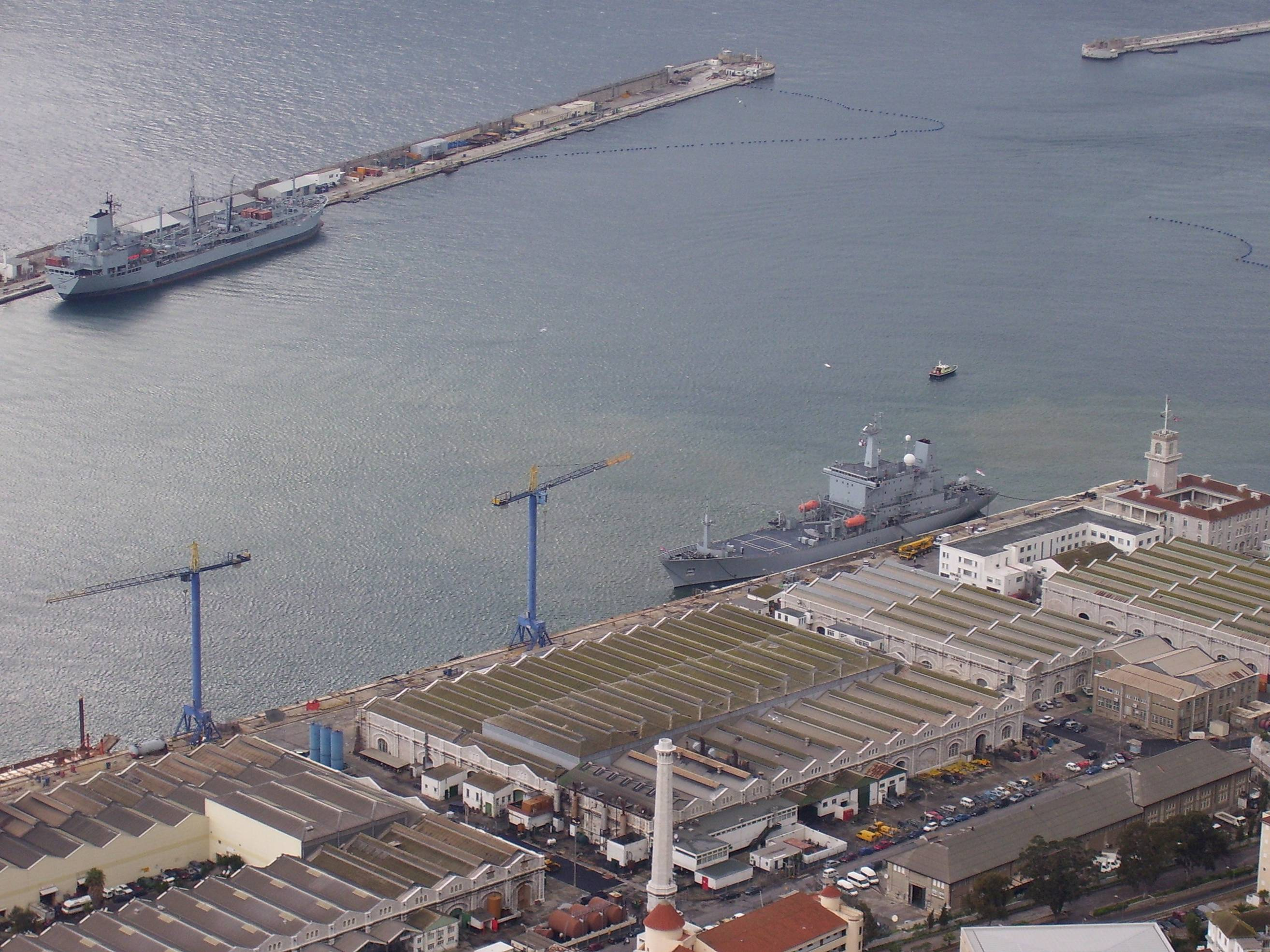
Верфь Королевского военно-морского флота Великобритании.

Гибралтар является полуостровом, поэтому море долгое время было жизненно важным для транспортных связей территории. Верфь Королевского военно-морского флота в прошлом была основным работодателем жителей Гибралтара. Также, в западной части полуострова расположен ещё один порт. Зарегистрированный в Гибралтаре торговый флот состоит из 26 судов грузоподъёмностью 1000 тонн и выше. Существует нерегулярная прямая паромная переправа в порт Танжер-Мед (Марокко), однако многие пассажиры предпочитают переправу из Альхесираса или Тарифы из-за более регулярного обслуживания в этих портах.
Паромная переправа между Гибралтаром и Альхесирасом, существовавшая до 1969 года, когда связь с Гибралтаром была разорвана испанским диктатором Франсиско Франко, была вновь открыта 16 декабря 2009 года. Она обслуживается испанской компанией «Transcoma», использующей катамаран «Punta Europa Segundo» в память о первом пароме, который использовался на данном маршруте в 1960-х годах. Обязанности по морским операциям компании были переданы «Grupo Medex» 10 ноября 2010 года, позже было объявлено о выпуске в 2011 году нового судна с более высокой пропускной способностью.
Различные круизные лайнеры посещают Гибралтарский порт в течение всего года и причаливают к круизному терминалу Гибралтара на западе Северного мола. Это обеспечивает транспортные услуги для значительной части туристов, прибывающих в Гибралтар на короткий срок.

## Воздушный транспорт
Один из первых гидросамолетов эксплуатировался в Гибралтаре в период Первой мировой войны.
В 1931 году рейс гидросамолета Saro Windhover авиакомпании GB Airways (капитан Эдгар Персиваль) стал первым регулярным пассажирским рейсом из Гибралтара в Марокко. Если бы дул ветер левант, гидросамолёт высадился бы на аэродроме в Марокко, а не в гавани Танжер.

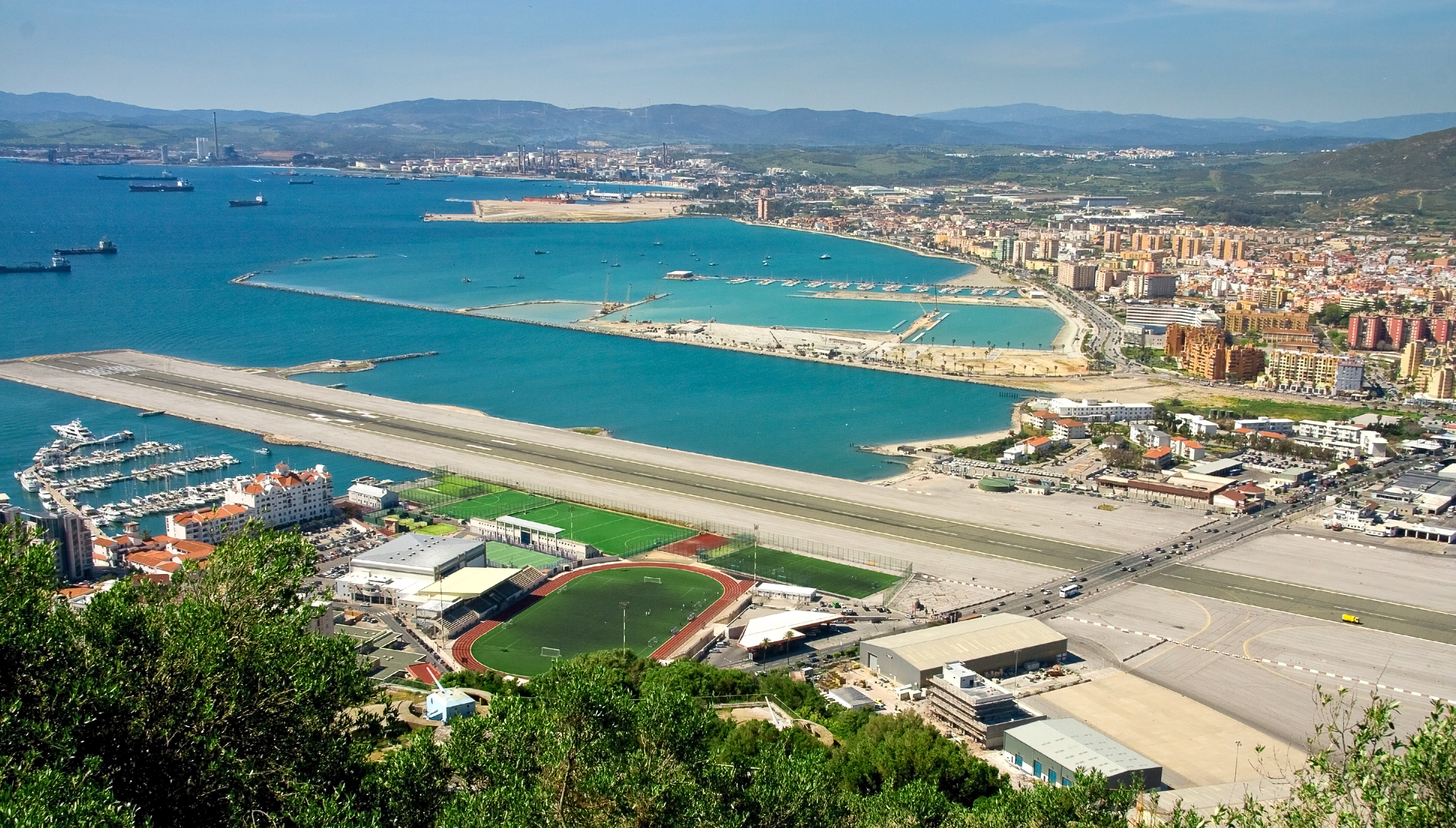
Аэродром Гибралтарского аэропорта и пограничная зона. Показаны взлётно-посадочная полоса (Гибралтар) и пирс (Испания). Официально любая точка перешейка всё ещё оспаривается.

В 1939 году началась работа по строительству аэропорта Гибралтар, расположенного вблизи границы с Испанией. Уинстон Черчилль-авеню, дорога, берущая начало на границе, пересекает взлётно-посадочную полосу. Движение по дороге прекращается каждый раз, когда самолёт приземляется или взлетает. Запланированные гражданские пассажирские рейсы выполняются EasyJet, British Airways и Royal Air Maroc.
В соответствии с соглашением, подписанным в сентябре 2006 года в Кордове между правительствами Великобритании, Испании и Гибралтара, было согласовано использование Гибралтарского аэропорта как собственно гибралтарскими, так и испанскими службами. Кроме того, аэропорт приспособлен для въезда пассажиров из Испании (а также из аэропорта в Гибралтар), аналогично аэропортам Базеля и Женевы, которые также примыкают к границам.
Авиакомпания Iberia запустила прямые рейсы между Мадридом и Гибралтаром 16 декабря 2006 года, а GB Airways — 1 мая 2007 года. Однако 30 сентября 2007 года GB Airways прекратила полёты в Мадрид. По этой причине, Iberia начала рассматривать возможность использования небольших самолетов, возможно, от своего регионального партнера Air Nostrum, указав, что ни один из операторов не сможет заполнить свои самолеты пассажирами. В сентябре 2008 года Iberia прекратила обслуживание данных рейсов. В 2009 году компания Ándalus Líneas Aéreas запустила рейсы между Гибралтаром и Мадридом, однако 13 августа 2010 года авиакомпания прекратила свою деятельность, поскольку испанские власти отозвали лицензию.
28 октября 2006 года, после поглощения авиакомпанией EasyJet, GB Airways отказалась от обслуживания прямого рейса Гибралтар — Хитроу, несмотря на то, что направление оставалось популярным. Причина, на которую ссылается GB Airways, заключалась в «удобстве» концентрации всех своих услуг в Лондоне на единственном узле в Гатвике. Позже, продажа нескольких слотов в Хитроу принесла GB Airways около 80 миллионов фунтов стерлингов.
В конце 2007 года авиакомпания GB Airways была куплена EasyJet (и, таким образом, перестала быть франчайзинговым партнером British Airways), все рейсы были переименованы в EasyJet в 2008 году.

## Канатный трамвай

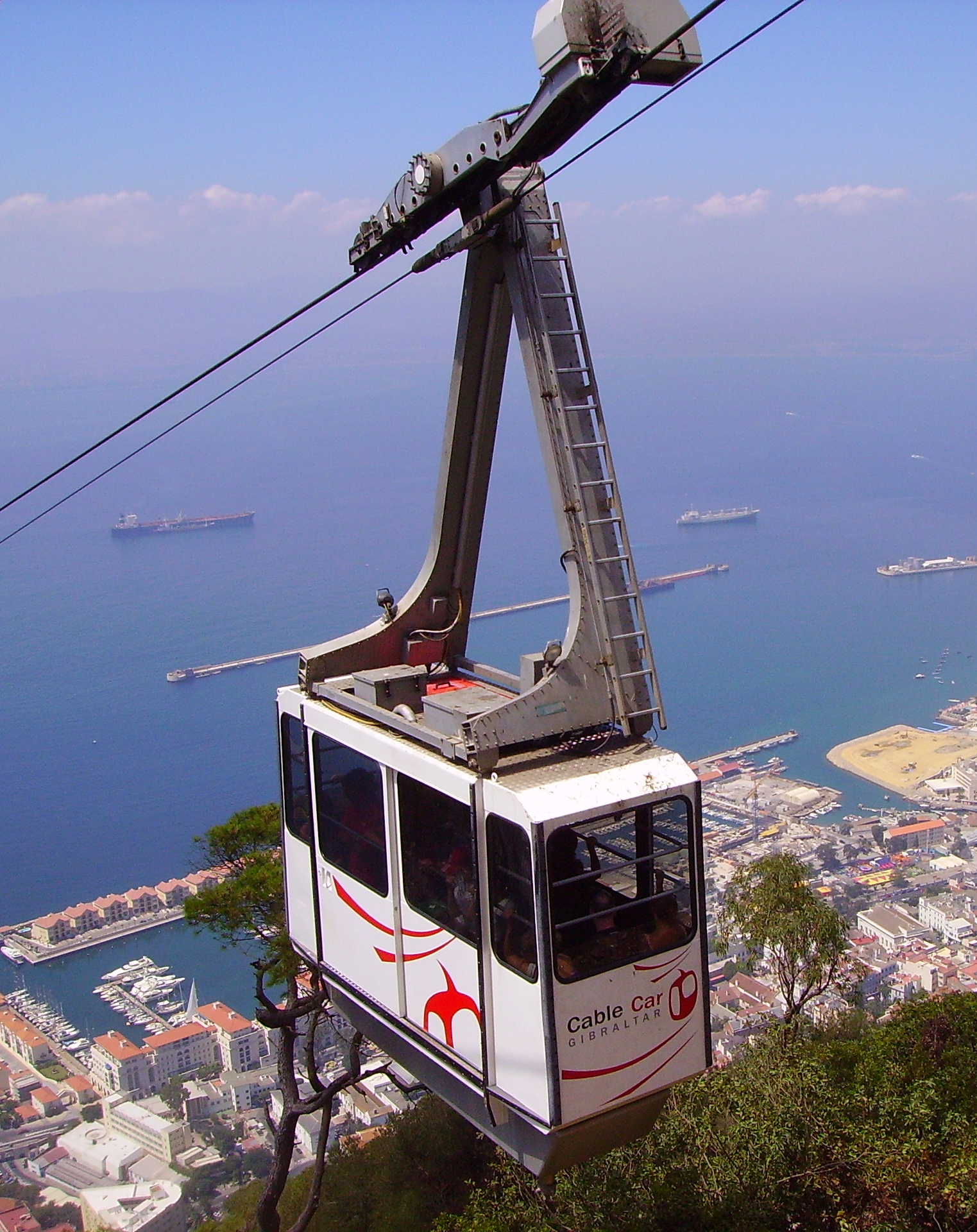
Канатная дорога Гибралтара.

Канатный трамвай проходит от южной части центра города до Логова Обезьян и вершины Гибралтарской скалы, которая, несмотря на своё название, является второй по высоте вершиной скалы Гибралтара.

## Конфликты с Испанией
Дорожное сообщение с Гибралтаром было прекращено испанскими властями в 1969 году и возобновлено лишь для пешеходов в 1982 году, для транспортных средств — в 1985 году.
До 1969 года существовала паромная переправа между Альхесирасом и Гибралтаром. В течение нескольких месяцев в 2004 году Испанией было запрещено посещение круизными судами Гибралтара и испанских портов за один рейс. В 2003 году сухопутная граница была закрыта на один день Испанией на том основании, что у пассажиров круизного лайнера MV Aurora было обнаружено пищевое отравление. Однако, в Гибралтаре об этом не сообщалось.
Аэропорт Гибралтара построен на перешейке, который, по утверждению испанского правительства, не был включён в Утрехтский мирный договор. Таким образом, интеграция аэропорта Гибралтара в Единое небо Европы была заблокирована Испанией. Соглашение 1987 года о совместном контроле над аэропортом Гибралтара и Испанией было отклонено правительством Гибралтара. Все дальнейшие правительства Гибралтара также отвергали соглашение, хотя и приветствовали совместное использование аэропорта (который, находясь рядом с границей, мог бы функционировать аналогично аэропорту Женевы или аэропорту Базеля). После заключения соглашения в 2006 году в Кордове между Великобританией, Испанией и Гибралтаром было окончательно согласовано совместное использование аэропорта.
Проезд из Гибралтара в Испанию часто может быть сопряжён с длительными задержками. Рядом с границей проходит кольцевая дорога, на которой автомобили стоят в очереди на въезд в Испанию. Автомобилисты (а иногда и пешеходы), пересекающие границу, часто подвергаются длительным задержкам и обыскам со стороны испанских властей.

## Комментарии
1. ↑  Стоимость проезда приведена по состоянию на 15 августа 2018 года[2].